# Izvoarele (okręg Hunedoara)
Izvoarele – wieś w Rumunii, w okręgu Hunedoara, w gminie Teliucu Inferior. W 2011 roku liczyła 114 mieszkańców.